# 北美地区
北美地区（英語：Northern America）为政治地理学和地缘政治学的概念，指的是美洲的北部地區，属于美洲大陆的一部分，與自然地理學的北美洲有明顯的不同，不包括同屬於北美洲的中美地区（即墨西哥、中美洲和加勒比地区）。从文化地理学的角度来看，北美地区为盎格魯美洲（英语美洲）的主体部分。
根据联合国按政治地理学标准对世界区域的划分，北美地区由以下两个国家和三个地区组成：
- 百慕大（ 英国的海外领地）
- 加拿大
- 格陵兰（ 丹麥王國的自治领地）— 全球面积最大的島嶼
- （ 法國的海外集体）
- 美国（不包括夏威夷州以及其它島嶼地區）

## 名词解释

联合国对世界区域的划分

北美在地图上被单独区分出来要追溯到1755年，那时北美被法兰西殖民帝国、大英帝国和西班牙殖民帝国所占领，是这些国家的殖民地。如今，按照社会经济学和人口统计学标准（例如生产力水平），北美最主要的两个国家——美国和加拿大均为发达国家，其人类发展指数非常高，其经济一体化水平也很高。
按照政治地理学标准划分，位于太平洋的美国夏威夷州也被归为北美的一部分。但按照自然地理学标准，由于夏威夷群岛与美国本土相隔太远，所以通常被归为波利尼西亚的一部分，而按照语言学的标准，夏威夷群岛也属于波利尼西亚，因为这些地区的语言包括夏威夷的夏威夷语都属于南岛语系。
北美和广义上的拉美（包括使用非拉丁语族的部分中美洲和加勒比地区国家）即组成整个美洲。

## 北美地区各国家和地区概况
| 国家或地区       | 人口（单位：人） | 面积（单位：平方千米） | 首都或首府         |
| ---------------- | ---------------- | ---------------------- | ------------------ |
| 百慕大           | 65,773           | 53.3                   | 哈密尔顿           |
| 加拿大           | 32,880,770       | 9,984,670              | 渥太華             |
| 格陵兰           | 57,100           | 2,166,086              | 努克（戈特霍布）   |
| 聖皮埃爾和密克隆 | 6,125            | 242                    | 圣皮埃尔           |
| 美国             | 325,857,000      | 9,833,517              | 华盛顿哥伦比亚特区 |
| 总计             | 约3亿3500万      | 21,782,469.3           |                    |

## 扩展

不属于广义北美的墨西哥5州

1990年代以来，由于墨西哥和美国交往日益密切，所以也有将墨西哥归为北美的说法，最典型的就是北美自由贸易区即包括美国、加拿大和墨西哥，它们和其他北美地区组成广义的北美。但按照一些地理学家的看法，由于墨西哥最东部的恰帕斯州、塔巴斯科州、坎佩切州、尤卡坦州和金塔纳罗奥州等5个州处于特万特佩克地峡以东，和墨西哥其他地区不同，故被划为中美洲，所以这些州在这个意义上來说不属于北美。